# Carlo Böcklin

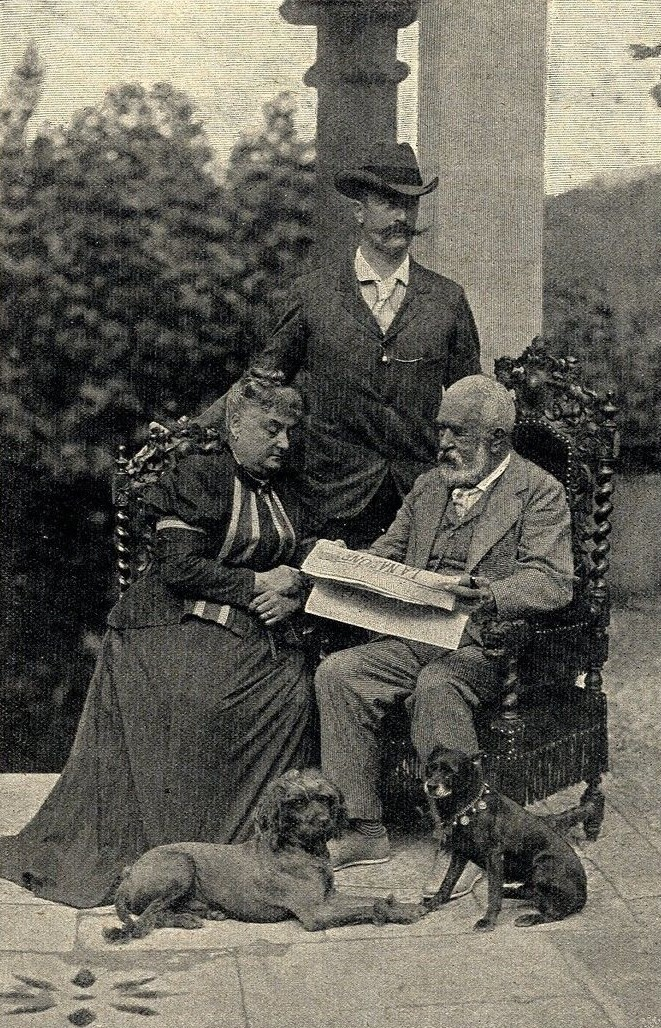
Carlo Böcklin con i suoi genitori

Carlo Böcklin (1870 – 1934) è stato un pittore svizzero.

## Biografia
Figlio del famoso artista Arnold, fu anch'egli discreto artista ed i suoi dipinti sono presenti in varie collezioni europee e americane. La sua arte fu influenzata da quella del padre, dei cui lavori eseguì anche copie.